# Brzóski Brzezińskie
Brzóski Brzezińskie – wieś sołecka w Polsce położona w województwie podlaskim, w powiecie wysokomazowieckim, w gminie Wysokie Mazowieckie.
Zaścianek szlachecki Brzezińskie należący do okolicy zaściankowej Brzoski położony był w drugiej połowie XVII wieku w powiecie brańskim ziemi bielskiej województwa podlaskiego. W latach 1975–1998 miejscowość administracyjnie należała do województwa łomżyńskiego.
Wierni kościoła rzymskokatolickiego należą do parafii św. Apostołów Piotra i Pawła w Wysokiem Mazowieckiem.
Są miejscem urodzenia Witolda Jemielitego.

## Historia
W pobliżu kilka innych wsi o nazwie Brzóski, różniących się drugim członem nazwy. W XIX w. te wsie tworzyły okolicę szlachecką Brzóski. W jej obrębie znajdowały się: Brzóski-Gromki, Brzóski-Falki, Brzóski-Tatary, Brzóski-Gawrony i Brzóski-Brzezińskie. Zygmunt Gloger wymienia również Brzóski-Jakubowięta, Brzóski-Markowięta, Brzóski-Stanisławięta. Dwie ostatnie zmieniły nazwę na: Brzóski-Markowizna i Brzóski-Stankowizna. Okolica ta była gniazdem rodu Brzosków.
W roku 1827 miejscowość liczyła 24 domy i 159 mieszkańców.
Pod koniec wieku XIX wieś w powiecie mazowieckim, gmina i parafia Wysokie Mazowieckie.
W roku 1921 we wsi naliczono 24 budynki z przeznaczeniem mieszkalnym, 1 inny zamieszkały oraz 149. mieszkańców (66. mężczyzn i 83 kobiety). Narodowość polską zadeklarowało 136 osób, żydowską 12, inną 1. Wyznanie rzymskokatolickie zgłosiło 125. mieszkańców, prawosławne 2 i mojżeszowe 22.

## Obiekty zabytkowe
- cmentarz wojenny z I wojny światowej[11] (żołnierzy niemieckich)[12].

## Galeria

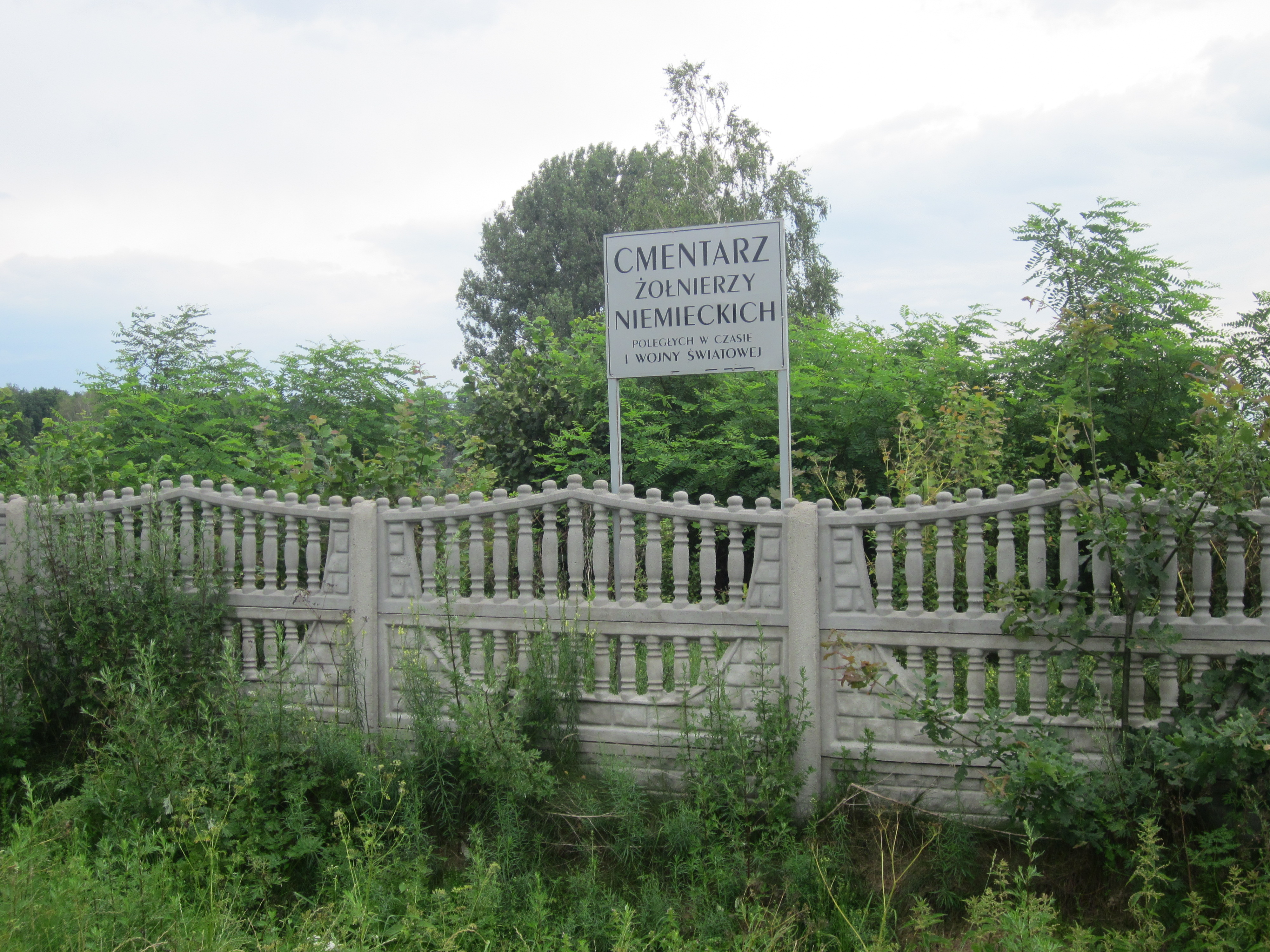
Cmentarz wojenny z okresu I wojny światowej
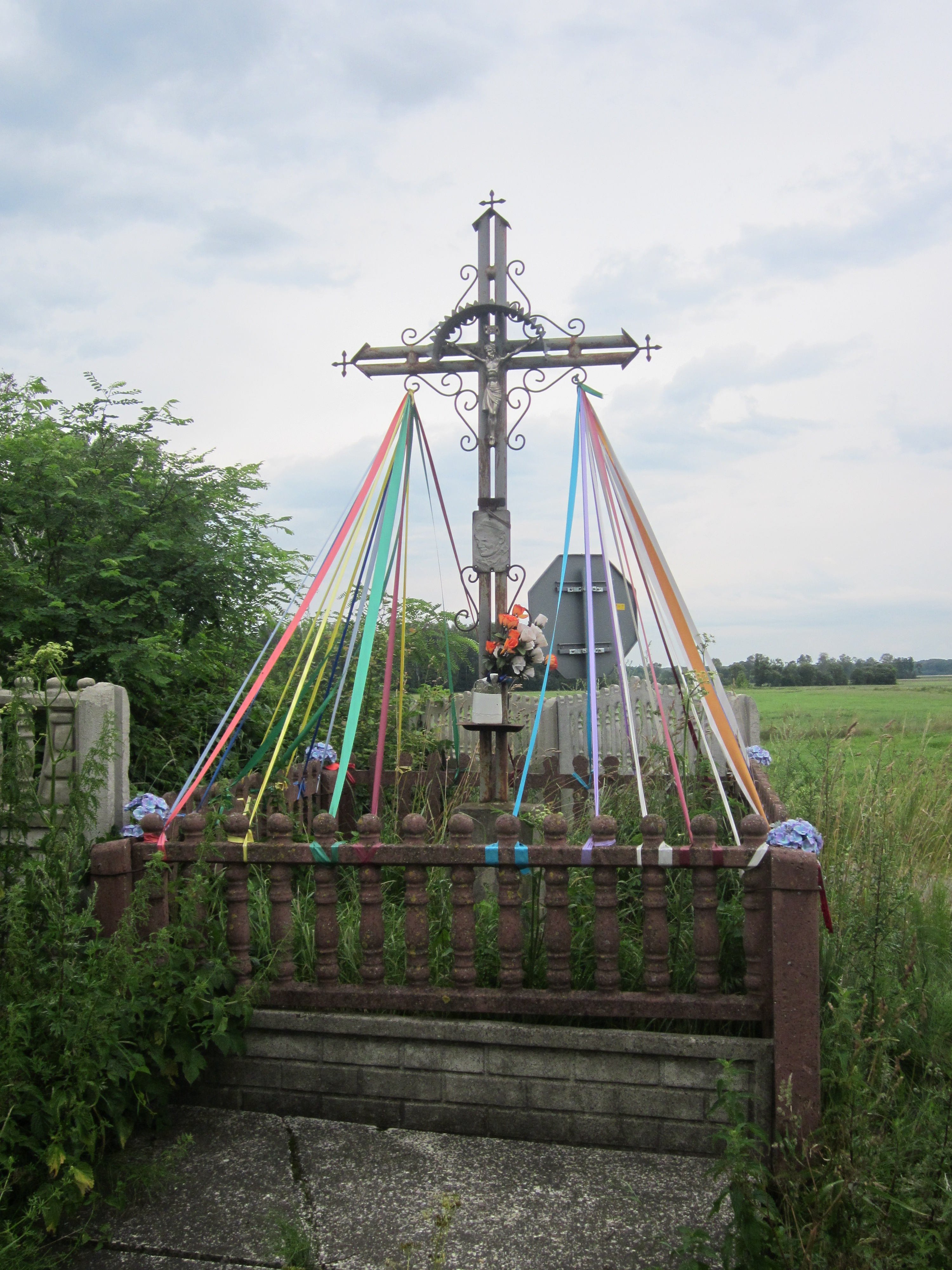
Krzyż przydrożny
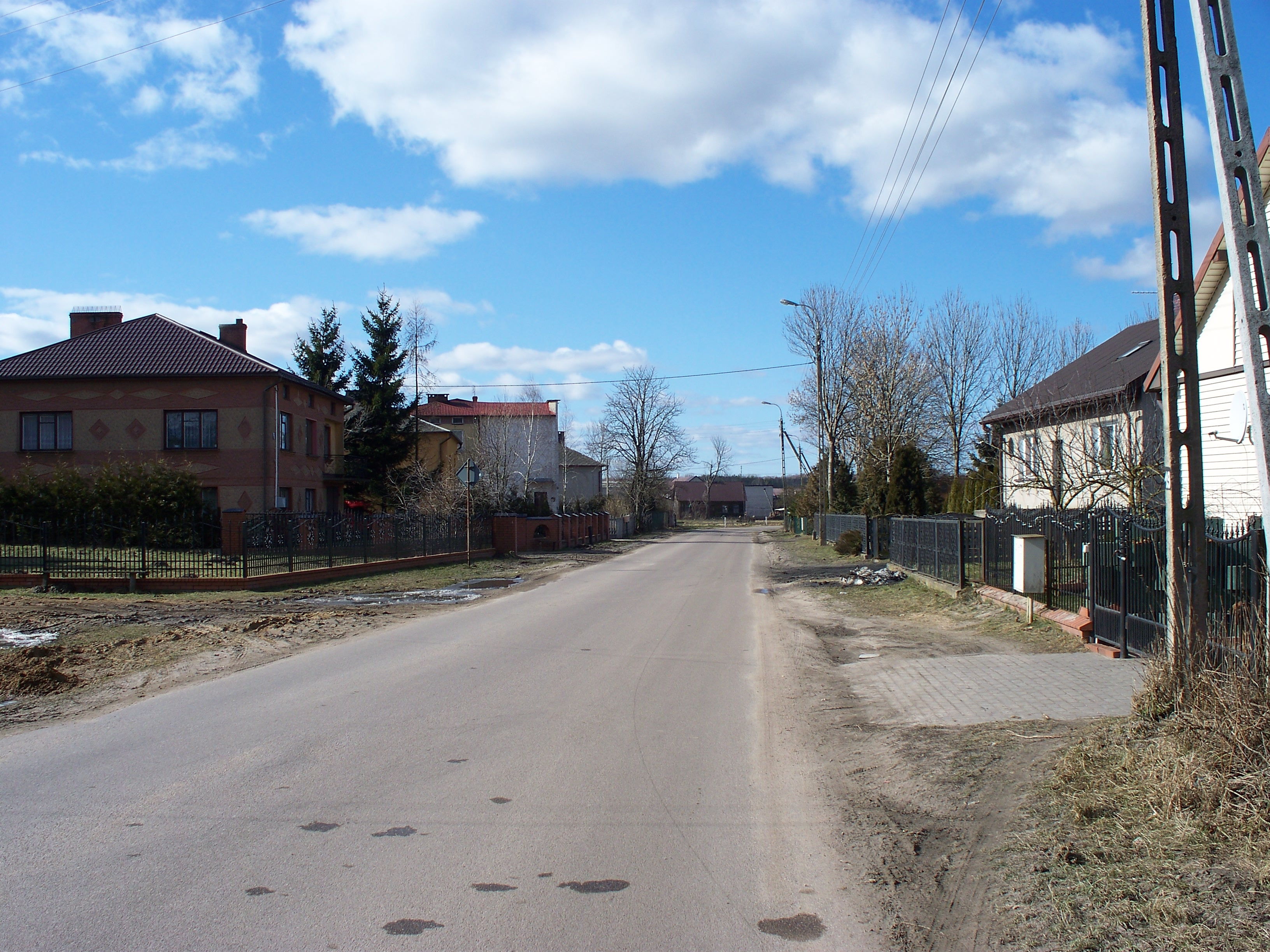
Droga w kierunku Wysokiego Mazowieckiego